# Camponotus christi
Camponotus christi é uma espécie de inseto do gênero Camponotus, pertencente à família Formicidae.